# بخش دیماپور
بخش دیماپور (به انگلیسی: Dimapur district) یک بخش در هند است که در ایالت ناگالند واقع شده‌است. بخش دیماپور ۹۲۷ کیلومتر مربع مساحت و ۳۷۹٬۷۶۹ نفر جمعیت دارد و ۲۶۰ متر بالاتر از سطح دریا واقع شده‌است.